# Trofeu Ciutat de Tarragona
El Trofeu Ciutat de Tarragona és un torneig amistós de futbol que organitza el Gimnàstic de Tarragona SAD a finals d'estiu com a presentació de la nova temporada.
La copa és una peça escultòrica dissenyada per Joan Blàzquez inspirat en el pilar caminant de la festa major de Santa Tecla.

## Historial
| Any  | Edició | Campió          | Categoria campió  | Resultat     | Subcampió       | Categoria subcampió |
| ---- | ------ | --------------- | ----------------- | ------------ | --------------- | ------------------- |
| 2007 | I      | Athletic Club   | Primera Divisió   | 2-0          | Nàstic          | Segona Divisió      |
| 2008 | II     | Nàstic          | Segona Divisió    | 3-1          | Vitesse Arnhem  | Eredivise           |
| 2009 | III    | Vila-real CF    | Primera Divisió   | 3-0          | Nàstic          | Segona Divisió      |
| 2010 | IV     | RCD Espanyol    | Primera Divisió   | 1-1          | Nàstic          | Segona Divisió      |
| 2011 | V      | UD Las Palmas   | Segona Divisió    | 1-1          | Nàstic          | Segona Divisió      |
| 2012 | VI     | Nàstic          | Segona Divisió B  | 1-0          | Vila-real CF    | Segona Divisió      |
| 2013 | VII    | Reial Saragossa | Segona Divisió    | 2-0          | Nàstic          | Segona Divisió B    |
| 2016 | VIII   | Reial Saragossa | Segona Divisió    | 0-0          | Nàstic          | Segona Divisió      |
| 2017 | IX     | Nàstic          | Segona Divisió    | 2-1          | Reial Saragossa | Segona Divisió      |
| 2018 | X      | Nàstic          | Segona Divisió    | 1-0          | Reial Saragossa | Segona Divisió      |
| 2019 | XI     | Reial Saragossa | Segona Divisió    | 3-2          | Nàstic          | Segona Divisió B    |
| 2021 | XII    | Nàstic          | Primera Federació | 2-1          | Girona FC       | Segona Divisió      |
| 2022 | XIII   | Nàstic          | Primera Federació | 3-3 (4-3 p.) | Reial Saragossa | Segona Divisió      |
| 2023 | XIV    | FC Andorra      | Segona Divisió    | 2-1          | Nàstic          | Primera Federació   |
| 2024 | XV     | Nàstic          | Primera Federació | 1-0          | SD Huesca       | Segona Divisió      |
| 2025 | XVI    | Reial Saragossa | Segona Divisió    | 2-1          | Nàstic          | Primera Federació   |

## Palmarès
- Nàstic (7 Trofeus): 2008, 2012, 2017, 2018, 2021, 2022, 2024
- Reial Saragossa  (4 Trofeus): 2013, 2016, 2019, 2025
- Athletic Club (1 Trofeu): 2007
- Vila-real CF (1 Trofeu): 2009
- RCD Espanyol (1 Trofeu): 2010
- UD Las Palmas  (1 Trofeu): 2011
- FC Andorra  (1 Trofeu): 2023